# Адолф Шерф
Адолф Шерф (Микулов, 20. април 1890 — Беч, 28. фебруар 1965) био је вице-канцелар аустријске владе од 1945. до 1957. и председник Аустрије од 1957. до своје смрти 1965. године.

## Одрастање и образовање
Шерф је рођен 1890. године у данашњој Чешкој Републици у месту Микулов које се онда звало Николсбург и припадало је Моравији, у саставу тадашње Аустро-Угарске империје.
Од 1899. године живи у Бечу, где се образовао и студирао право на Универзитету у Бечу. На истом универзитету је докторирао право 1914. године. Четири недеље по избијању Првог светског рата добровољно се пријавио у Аустроугарску војску. Из рата је изашао са чином потпоручника.

## Политичка каријера
По завршетку Првог светског рата укључио се у политички живот Аустрије и запослио се као секретар председника Националног већа аустријске скупштине Карла Зајца. На тој функцији је остао до 1933. године када је постао делегат Савезног већа али је ускоро ухапшен у Фебруарској буни 1934. године. По забрањивању рада Социјалдемократске партије Аустрије, положио је правосудни испит и запослио се као сарадник у адвокатској канцеларији у Бечу. У Аншлусу 1939. године бива ухапшен и заточен од стране Гестапоа као политички затвореник. Ослбодио се заточеништва тако што је искористио погодност коју је пружала тадашња политика „аријанизације” па је преузео адвокатску канцеларију прогоњеног Јеврејина Арнолда Еслера. За ту узурпацију жртве никада нису добиле реституцију. Шерф је избегавао чланство у Национал социјалистичкој асоцијацији правника. Био је у контактима са покретом отпора и разних група које су се окупљале око свештеника Хајнриха Мајера. Свештеник Мајер је био близак америчкој тајној служби ОСС, али је убрзо убијен. По избијању Другог светског рата, Шерфов син јединац Рајнхолд је регрутован у јединице Вермахта у чијим редовима је погинуо на ратишту 1941. године. Пред крај рата, Адолф Шерф је провео пет недеља у затвору након завере од 20. јула 1944. године.
По уласку совјетске Црвене армије у Беч, априла 1945. године и слома Трећег рајха, Шерф је дошао на чело обновљене Социјалдемократске партије Аустрије када се прикључио Влади националног јединства на чијем челу је био Карл Ренер. Од тада, Шерф учествује активно на аустријској политичкој сцени и држи одговорне позиције у својој партији и аустријској влади.

## Председник Аустрије 1957—1965
По смрти председника Аустрије Теодора Кернера (4. јануара 1957.) Шерф је постао кандидат Социјалдемократске партије Аустрије на Избори за председничким изборима 5. маја 1957. које је добио са 51,12% гласова бирача, испред противкандидата Волфганга Денка (48.88%), који је био заједнички кандидат Слободарске партије Аустрије (FPÖ) и Аустријске народне партије (ÖVP). На Избори за председничким изборима 28. априла 1963. Шерф је победио такође као кандидат Социјалдемократске партије Аустрије (SPÖ) освојивши 55,4% гласова бирача, док је његов противкандидатЈулијус Раб из Аустријске народне партије (ÖVP) освојио 40,6% гласова.
Адолф Шерф је преминуо 28. априла 1965. док је био на функцији председника државе. Сахрањен је у Средишњем бечком гробљу. Трг у бечком насељу Донауштат назван је по њему.